# (32695) 1016 T-2
1016 T-2 (asteroide 32695) é um asteroide da cintura principal. Possui uma excentricidade de 0.01122630 e uma inclinação de 5.05062º.
Este asteroide foi descoberto no dia 29 de setembro de 1973 por Cornelis Johannes van Houten e Ingrid van Houten-Groeneveld e Tom Gehrels em Palomar.